# Fabriciana
Перламутровки (лат. Fabriciana) — род дневных бабочек из семейства нимфалид (Nymphalidae).

## Систематика
Род Fabriciana был впервые описан в 1920 году немецким лепидоптерологом Альбертом Ройсом.
Fabriciana часто рассматривается как подрод рода Argynnis или как синоним. Молекулярно-филогенетическое исследование, опубликованное в 2017 году, привело к тому, что он снова стал рассматриваться как самостоятельный род, наряду с родственным ему родом Speyeria.

## Список видов
- Перламутровка адиппа Fabriciana adippe (Denis & Schiffermüller, 1775)
- Fabriciana argyrospilata (Kotsch, 1938)
- Fabriciana auresiana (Fruhstorfer, 1908)
- Fabriciana coreana (Butler, 1882)
- Fabriciana elisa (Godart, 1824)
- Fabriciana jainadeva (Moore, 1864)
- Fabriciana kamala (Moore, 1857)
- Перламутровка ниоба Fabriciana niobe (Linnaeus, 1758)
- Fabriciana xipe (Grum-Grshimailo, 1891)